# Stefan Silbernagl
Stefan Silbernagl (* 7. Februar 1939 in Berlin; † 20. Januar 2025) war ein deutscher Mediziner, Physiologe und Hochschullehrer.

## Leben und Wirken
Stefan Silbernagl wurde 1939 in Berlin geboren und wuchs im Allgäu auf. Nach dem Abitur studierte er zunächst Elektrotechnik, später dann Humanmedizin an der Ludwig-Maximilians-Universität München. Nach dem Staatsexamen wurde er 1966 promoviert. Nach seiner Medizinalassistentenzeit war Stefan Silbernagl zunächst als Haus- und Notarzt in München tätig. Ab 1968 absolvierte er seine Ausbildung in Physiologie, zunächst an der Universität in München, danach an der Universität Innsbruck.
1974 habilitierte sich Silbernagl in Innsbruck und wurde 1979 zum außerordentlichen Professor ernannt. 1981 wurde er auf den Lehrstuhl für Vegetative Physiologie an der Julius-Maximilians-Universität Würzburg berufen und zum Vorstand des Instituts ernannt. Er wurde 2004 pensioniert.
Von 1987 bis 1989 und von 2002 bis 2004 war Stefan Silbernagl Dekan und von 1996 bis 2002 Studiendekan der Medizinischen Fakultät in Würzburg. Von 1991 bis 1994 gehörte er der Gründungskommission der Medizinischen Fakultät der Technischen Universität Dresden an, und von 1988 bis 1999 war er Sprecher des DFG-Sonderforschungsbereiches 176 „Molekulare Grundlagen der Signalübertragung und des Stofftransportes in Membranen“. 1988 war er Vorsitzender der Deutschen Physiologischen Gesellschaft (DPG) und 1997 bis 1999 Präsident der Federation of European Physiological Societies (FEPS).
Schwerpunkt der wissenschaftlichen Arbeit Silbernagls war die Nierenfunktion, insbesondere der tubuläre Transport, der renale Stoffwechsel und Pathomechanismen der Nephrotoxizität, sowie die Epithel- und Zellphysiologie. Die Forschungsergebnisse wurden 1971 bis 2007 in mehr als 100 Originalarbeiten meist in Pflügers Archiv (European Journal of Physiology) und im American Journal of Physiology publiziert.
Der zusammen mit dem US-amerikanischen Physiologen und Pharmakologen Agamemnon Despopoulos 1979 erstpublizierte und ab der zweiten Auflage von Silbernagl allein fortgeführte Taschenatlas Physiologie erschien bis heute in neun deutschsprachigen Auflagen und wurde bisher in 21 weitere Sprachen übersetzt. 1988 erstpublizierte er zusammen mit Florian Lang den Taschenatlas Pathophysiologie, der seither in sechs deutschsprachigen Auflagen erschien und in zwölf Sprachen übersetzt wurde. Zusammen mit Rainer Klinke und nach dessen Tod 2008 mit Hans-Christian Pape und Armin Kurtz war Stefan Silbernagl Herausgeber und Mitautor des Standardwerkes Physiologie, das 2023 in der 10. deutschsprachigen Auflage erschien und in drei weitere Sprachen übersetzt worden ist.
Stefan Silbernagl war mit der Ärztin und Psychotherapeutin Heidi Silbernagl verheiratet. Das Ehepaar hat einen Sohn.

## Ehrungen
- Kardinal-Innitzer-Förderungspreis für Human- und Veterinärmedizin (1974)
- Ehrenmitglied der Deutschen Physiologischen Gesellschaft
- Medaille Bene Merenti in Gold der Julius-Maximilians-Universität Würzburg

## Schriften (Auswahl)
- Studien über Wirkungen der Hämolyse auf die Blutgerinnung und methodische Untersuchungen über den Prothrombinverbrauch unter verschiedenen Oberflächenbedingungen. Dissertation. Ludwig-Maximilians-Universität München 1966.
- mit Agamemnon Despopoulos: Taschenatlas der Physiologie. Thieme, Stuttgart 1979, ISBN 3-13-567701-X.
  - englische Neuausgabe: Color Atlas of Physiology. 5., vollständige überarbeitete und erweiterte Auflage, ebenda 2003.
- mit Rainer Klinke: Lehrbuch der Physiologie. Thieme, Stuttgart 1994, ISBN 3-13-796001-0.
- mit Florian Lang: Taschenatlas der Pathophysiologie, Thieme, Stuttgart 1998, ISBN 3-13-102191-8.